# Thomas Diethart
Thomas Diethart (* 25. Februar 1992 in Tulln an der Donau) ist ein ehemaliger österreichischer Skispringer und aktiver Skisprungtrainer. Sein größter Erfolg war der Sieg bei der Vierschanzentournee 2013/14.

## Werdegang
Er wuchs in Michelhausen bei Tulln auf und absolvierte eine Lehrausbildung im Lehrberuf Industriekaufmann und besuchte drei Jahre lang die Landesberufsschule Mitterdorf im Mürztal.
Diethart erreichte am 19. Jänner 2008 in Eisenerz bei seinem Debüt im FIS-Cup den 23. Platz. Einen Tag später belegte er bereits den 13. Platz. Bis in die Saison 2008/09 folgten weitere Einsätze im FIS-Cup, wo ein 2. Platz am 4. März 2009 im japanischen Zaō sein bestes Ergebnis war. Zudem sprang er im Alpencup.
Am 3. Juli im slowenischen Velenje gab er im Skisprung-Continental-Cup sein Debüt und belegte am Ende den 5. Platz. Am nächsten Tag wurde er in Kranj 16. Am 5. Juli schaffte er mit einem zweiten Platz sein bis dato bestes Ergebnis im Continental Cup. Es folgten weitere Einsätze und am Ende erreichte er den sechsten Platz in der Gesamtwertung. Am 12. September 2009 gewann er den Alpencup in Einsiedeln, Schweiz.
Im Dezember 2009 startete Diethart mehrmals im Alpencup und schaffte es kein einziges Mal unter die besten zehn. Am 23. Jänner 2010 und dem 24. Jänner 2010 trat er wieder im Continental Cup an und verpasste bei beiden Springen den 2. Durchgang. Am 13. Februar 2010 belegte er im FIS-Cup in Villach (Österreich) den 5. Platz. Anschließend gewann er in dieser Saison noch zwei Alpencups.
Im Juli 2010 folgten Einsätze im Continental Cup und im FIS-Weltcup in Villach. Aufgrund der Erfolge wurde er Ende August im japanischen Hakuba erstmals im Skisprung-Grand-Prix eingesetzt. In der Qualifikation wurde er zwar disqualifiziert, da aber nur 32 weitere Springer teilnahmen, konnte er trotzdem an den beiden Springen teilnehmen. Am 28. August belegte er den 35. Platz von 43 Springern. Einen Tag später belegte Diethart den 36. und damit letzten Platz, da der Kasache Jewgeni Ljowkin disqualifiziert wurde. In diesem Sommer folgten noch Einsätze im Continental Cup, wo er in Oslo zweiter wurde. Beim Grand Prix in Liberec schaffte er die Qualifikation und belegte am 1. Oktober den 44. Platz.
Im Dezember 2010 gewann er erneut einen Alpencup, diesmal im österreichischen Seefeld. Beim 3. Springen der Vierschanzentournee in Innsbruck wurde Diethart in der nationalen Gruppe nominiert. Am 2. Jänner 2011 qualifizierte er sich durch den 38. Platz in der Qualifikation für den Wettkampf. Am nächsten Tag gewann er als 28. erstmals in seiner Karriere Weltcuppunkte. Er profitierte dabei von der Disqualifikation des Bulgaren Wladimir Sografski, gegen den er im K.-o.-Durchgang verloren hatte. Am 6. Februar 2011 gewann er in Brotterode erstmals ein Springen im Continental Cup.
Diethart erzielte im Sommer und im Dezember 2013 fünf Top-Ten-Resultate im Continental Cup, darunter ein dritter Platz am 21. September 2013 in Klingenthal, so dass er für die Weltcup-Veranstaltung in Engelberg im Dezember 2013 nominiert wurde. Nach fast drei Jahren Weltcup-Abstinenz und Teilnahmen an unterklassigen Wettbewerben qualifizierte sich Diethart dort für die Hauptwettbewerbe, die er mit einem vierten und einem sechsten Rang beendete. Den ersten Podiumsplatz bei einem Weltcup-Springen erreichte er in der folgenden Woche während der Vierschanzentournee in Oberstdorf mit Platz 3. Beim zweiten Springen der Vierschanzentournee, dem Neujahrsspringen in Garmisch-Partenkirchen, knüpfte er an seinen dritten Platz im ersten Springen an und gewann deutlich vor seinem Teamkollegen Thomas Morgenstern und Simon Ammann aus der Schweiz. Er erzielte damit in seinem sechsten Wettbewerb im FIS-Weltcup seinen ersten Sieg. Nach einem fünften Platz bei nur einem gewerteten Durchgang in Innsbruck gelang Diethart beim letzten Tourneespringen in Bischofshofen sein zweiter Weltcupsieg, womit er sich gleichzeitig den Gesamtsieg der Vierschanzentournee sicherte. Am 18. Jänner 2014 belegte er beim Mannschaftsspringen im polnischen Zakopane Platz drei mit dem österreichischen Team und erreichte damit seine erste Mannschafts-Podestplatzierung im Weltcup. Bei den Olympischen Winterspielen in Sotschi erreichte er im Teambewerb zusammen mit Thomas Morgenstern, Gregor Schlierenzauer und Michael Hayböck den 2. Platz und auf der Normalschanze den vierten Platz.
Am 28. Februar 2016 stürzte er beim Continental-Cup-Springen in Brotterode schwer. Dabei erlitt er schwere Gesichtsverletzungen sowie Prellungen an der Wirbelsäule, an der Lunge und an der Niere. Nach seiner Genesung startete er lediglich mehrmals im drittklassigen FIS-Cup.
Am 29. November 2017 stürzte Diethart bei einem Training des ÖSV-Kontinentalteams in der Ramsau am Dachstein schwer. Er verlor beim Absprung die Kontrolle über die Ski und stürzte auf den Schanzenvorbau. Dabei zog er sich erhebliche Verletzungen zu, darunter eine schwere Gehirnerschütterung mit leichter Einblutung ins Gehirn, eine Lungenquetschung sowie starke Abschürfungen. Er verlor dabei dauerhaft seinen Geschmacks- und Geruchssinn.
Aus gesundheitlichen Gründen beendete er im April 2018 im Alter von 26 Jahren seine Karriere. Im September 2019 absolvierte Diethart den ersten Teil der Trainerausbildung für Skisprung. Im Anschluss arbeitete er als Trainer beim Tiroler Skiverband und dem Nordic Team Absam. Zur Saison 2020/21 wurde Diethart als Assistenztrainer für die Lehrgangsgruppe 2b des deutschen Skiverbands verpflichtet. Am 7. Mai 2021 wurde bekannt, dass Diethart zur Saison 2021/22 zum Skispringen zurückkehren werde. Am 28. August 2021 stellte sich Diethart beim drittklassigen FIS-Cup-Wettbewerb in Einsiedeln erstmals wieder der internationalen Konkurrenz und gewann dabei auf Anhieb das Springen.
Am 23. Dezember 2021 gab Diethart bekannt, seine Karriere endgültig zu beenden. Gleichzeitig gab der ÖSV bekannt, dass er die Position des Trainerassistenten des Frauenskisprungtrainers Harald Rodlauer übernehmen wird.

## Erfolge

### Weltcupsiege im Einzel
| Nr. | Datum          | Ort                    | Typ         |
| --- | -------------- | ---------------------- | ----------- |
| 1.  | 1. Jänner 2014 | Garmisch-Partenkirchen | Großschanze |
| 2.  | 6. Jänner 2014 | Bischofshofen          | Großschanze |

### Weltcupsiege im Team
| Nr. | Datum         | Ort     | Typ         |
| --- | ------------- | ------- | ----------- |
| 1.  | 1. März 2014  | Lahti   | Großschanze |
| 2.  | 22. März 2014 | Planica | Großschanze |

## Statistik

### Weltcup-Platzierungen
| Saison  | Platz | Punkte |
| ------- | ----- | ------ |
| 2010/11 | 75.   | 003    |
| 2013/14 | 08.   | 666    |
| 2014/15 | 43.   | 099    |

### Vierschanzentournee-Platzierungen
| Saison  | Platz | Punkte |
| ------- | ----- | ------ |
| 2010/11 | 46.   | 0302,6 |
| 2013/14 | 01.   | 1012,6 |
| 2014/15 | 16.   | 0899,8 |

### Grand-Prix-Platzierungen
| Saison | Platz | Punkte |
| ------ | ----- | ------ |
| 2014   | 33.   | 75     |
| 2015   | 63.   | 24     |
| 2021   | 77.   | 07     |